# Old Forge
Old Forge – jednostka osadnicza w Stanach Zjednoczonych, w stanie Nowy Jork, w hrabstwie Herkimer.